# 贾维斯陨石坑

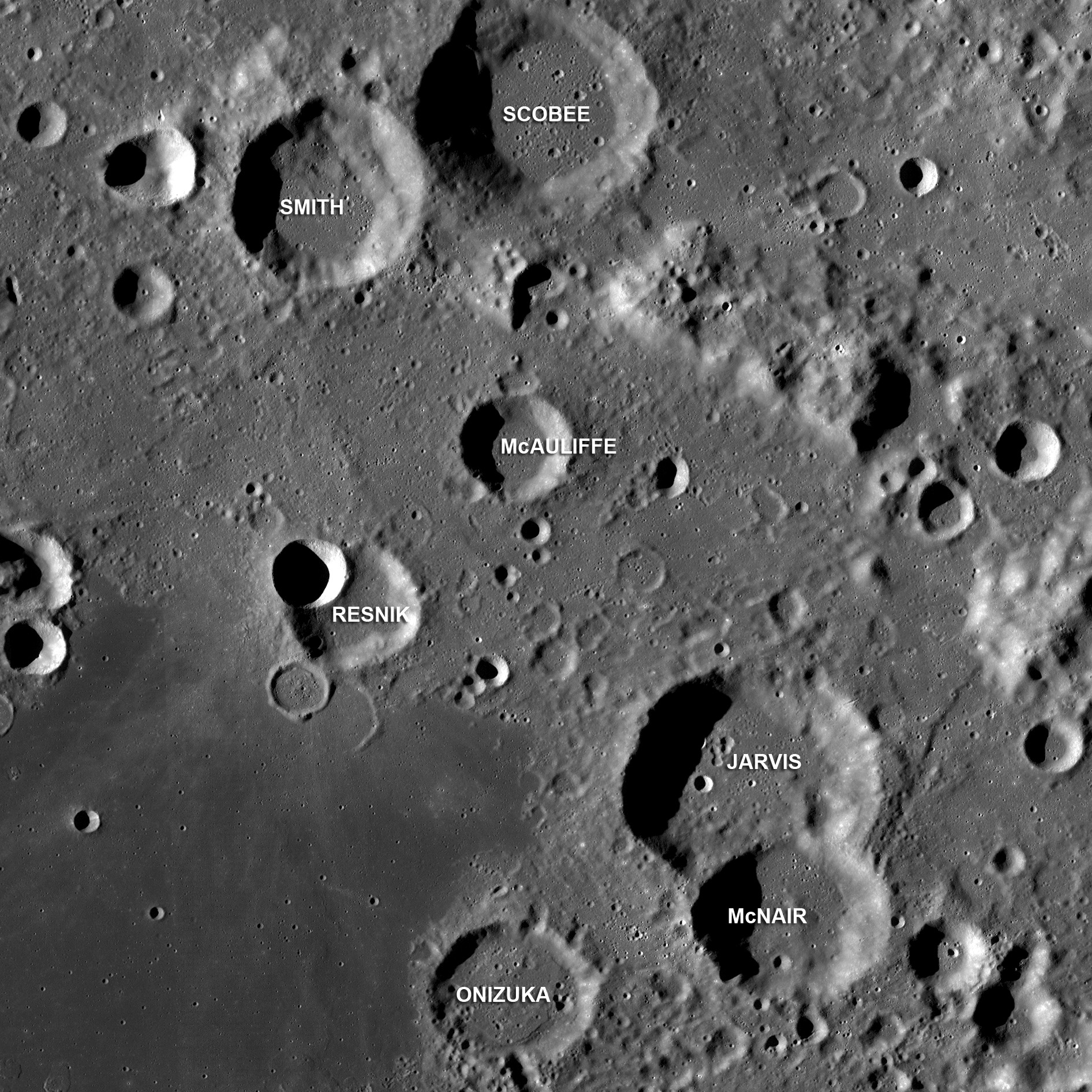
贾维斯陨石坑的周边，月球勘测轨道飞行器拍摄。

贾维斯陨石坑（Jarvis）是月球背面位于巨大的阿波罗环形山坑底东部的一座撞击坑，其名称取自在1986年1月28日挑战者号航天飞机失事中罹难的美国宇航局宇航员格里高利·布鲁斯·贾维斯（1944年－1986年），1988年被国际天文学联合会批准接受。

## 描述
该陨坑位于阿波罗环形山内环里东部，东南偏南侧部分重叠着麦克内尔陨石坑的坑壁，西北毗邻蕾斯尼克陨石坑、西南靠近鬼冢承次陨石坑。该陨坑中心月面坐标为35°08′S 148°13′W / 35.13°S 148.21°W，直径41.22公里，深度约2.21公里。
贾维斯陨石坑有一圈低矮、略受磨损的坑壁，外观轮廓大体圆状。东南偏南与麦克内尔陨石坑相交处有一处宽敞的裂口，后者较贾维斯坑更年轻，它的一部分坑壁仍横亘在贾维斯坑的坑底。贾维斯陨石坑坑壁最大高出周边地形1040米，内部容积约1281公里3。坑内地表大致平坦，只散布有一些微小的撞击坑，以及一些沿麦克内尔陨石坑外侧垒延伸出的低矮山脊。
在1988年被国际天文学联合会更名前，该陨坑曾被称作卫星坑博尔曼 Z（所谓的“卫星坑标记法”：以所靠近的主坑名+字母来命名）。 

## 另请参阅
- Andersson, L. E.; Whitaker, E. A. . NASA RP-1097. 1982.
- Blue, Jennifer. . USGS. July 25, 2007  [2007-08-05]. （原始内容存档于2015-05-26）.
- Bussey, B.; Spudis, P. . New York: Cambridge University Press. 2004. ISBN 978-0-521-81528-4.
- Cocks, Elijah E.; Cocks, Josiah C. . Tudor Publishers. 1995. ISBN 978-0-936389-27-1.
- McDowell, Jonathan. . Jonathan's Space Report. July 15, 2007  [2007-10-24]. （原始内容存档于2015-01-12）.
- Menzel, D. H.; Minnaert, M.; Levin, B.; Dollfus, A.; Bell, B. . Space Science Reviews. 1971, 12 (2): 136–186. Bibcode:1971SSRv...12..136M. doi:10.1007/BF00171763.
- Moore, Patrick. . Sterling Publishing Co. 2001. ISBN 978-0-304-35469-6.
- Price, Fred W. . Cambridge University Press. 1988. ISBN 978-0-521-33500-3.
- Rükl, Antonín. . Kalmbach Books. 1990. ISBN 978-0-913135-17-4.
- Webb, Rev. T. W.  6th revised. Dover. 1962. ISBN 978-0-486-20917-3.
- Whitaker, Ewen A. . Cambridge University Press. 1999. ISBN 978-0-521-62248-6.
- Wlasuk, Peter T. . Springer. 2000. ISBN 978-1-85233-193-1.